# Communauté indienne de Salt River Pima-Maricopa
La communauté indienne de Salt River Pima-Maricopa (en anglais : Salt River Pima–Maricopa Indian Community, SRPMIC) est une réserve indienne américaine située dans l'Arizona, habitée par des Pimas (Akimel Oʼotham) et des Maricopas (Piipaash),. La réserve est bordée par les villes de Scottsdale, de Mesa, de Tempe et de Fountain Hills.
La communauté de Salt River est officiellement créée par un ordre exécutif du président américain Rutherford B. Hayes le 14 juin 1879. Sa superficie est d’environ 217 km2, dont une partie est une réserve naturelle. La communauté est une tribu reconnue par le gouvernement fédéral des États-Unis depuis 1940. La réserve dispose d'un gouvernement local,.

## Population
| Groupe                           | SRPMIC | Arizona | États-Unis |
| -------------------------------- | ------ | ------- | ---------- |
| Amérindiens                      | 71,0   | 4,6     | 0,9        |
| Blancs                           | 22,0   | 73,0    | 72,4       |
| Autres                           | 7,0    | 11,9    | 6,2        |
| Total                            | 100    | 100     | 100        |
|                                  |        |         |            |
| Hispaniques et Latino-Américains | 14,1   | 29,7    | 16,7       |

## Économie
Depuis la fin du 20e siècle, la communauté possède et exploite deux casinos sur ses terres le Talking Stick Resort (en) et le Casino Arizona (en).
En février 2011, la communauté inaugure le camp d'entraînement de printemps de la Ligue majeure de baseball, le Salt River Fields at Talking Stick,. C'est le premier et seul site utilisé par la Ligue majeure de baseball à être bâti sur des terres autochtones. Le complexe est composé de six terrains et sert de complexe d'entraînement de printemps aux Diamondbacks de l'Arizona et aux Rockies du Colorado.
La communauté possède et exploite le Salt River Materials Group (en), qui approvisionne le nord de l'Arizona et Phoenix en ciment et produits connexes. L'usine est l'une des deux grands fabricants de ciment en Arizona.

## Enseignement
La communauté indienne de Salt River Pima-Maricopa soutient la préservation des langues akimel o'odham et xalchidom piipaash grâce à l'enseignement et à l'apprentissage pour tous au sein de la communauté. Il encourage tous les membres de la communauté à préserver les langues akimel o'odham et xalchidom piipaash chez eux (résolution du Conseil SR-2026-2000).